# BAFTA (премия, 1998)
51-я церемония вручения наград премии BAFTA

18 апреля 1998 

Grosvenor House Hotel, Лондон, Англия
Лучший фильм: 

Мужской стриптиз 

The Full Monty
Лучший британский фильм: 

Не глотать 

Nil by Mouth
Лучший неанглоязычный фильм: 

Квартира 

L’Appartement
< 50-я Церемонии вручения 52-я >
51-я церемония вручения наград премии BAFTA, учреждённой Британской академией кино и телевизионных искусств, за заслуги в области кинематографа за 1997 год состоялась в Лондоне 18 апреля 1998 года.
Помимо традиционных наград за лучшие фильмы впервые был вручён приз зрительских симпатий — Audience Award: Orange Film of the Year. Эта категория появилась в 1998 году и просуществовала до 2005 года. Победителя определяли путём голосования на сайте официального спонсора награды — оператора сотовой связи Orange. Проголосовать мог любой желающий. Первым обладателем Audience Award стала картина режиссёра Питера Каттанео «Мужской стриптиз». Кроме того, фильм был признан лучшим ещё в трёх номинациях.

## Полный список победителей и номинантов
| Победители выделены отдельным цветом. |

### Основные категории
| Категории                         | Победитель и номинанты                                                                                      |
| --------------------------------- | --- |
| Лучший фильм                      | • «Мужской стриптиз» — Уберто Пазолини                                                                      |
| Лучший фильм                      | • «Миссис Браун» — Сара Кёртис                                                                              |
| Лучший фильм                      | • «Титаник» — Джеймс Кэмерон, Джон Ландау                                                                   |
| Лучший фильм                      | • «Секреты Лос-Анджелеса» — Кёртис Хэнсон, Арнон Милчен, Майкл Натансон                                     |
| Лучший британский фильм           | • «Не глотать» — Гэри Олдмен, Люк Бессон, Дуглас Урбански                                                   |
| Лучший британский фильм           | • «24:7» — Имоджен Уэст, Шейн Медоуз                                                                        |
| Лучший британский фильм           | • «Regeneration» — Алан Скотт, Питер Симпсон, Гиллес МакКиннон                                              |
| Лучший британский фильм           | • «Воришки» — Тим Беван, Эрик Феллнер, Рэйчел Талалэй, Питер Хьюитт                                         |
| Лучший британский фильм           | • «Миссис Браун» — Сара Кёртис, Джон Мэдден                                                                 |
| Лучший британский фильм           | • «Мужской стриптиз» — Уберто Пазолини, Питер Каттанео                                                      |
| Лучший неанглоязычный фильм       | • «Квартира» (режиссёр — Жиль Мимуни; страна — Франция, Италия, Испания)                                    |
| Лучший неанглоязычный фильм       | • «Война Люси» (режиссёр — Клод Берри; страна — Франция)                                                    |
| Лучший неанглоязычный фильм       | • «Моя жизнь в розовом цвете» (режиссёр — Ален Берлинер; страна — Франция, Великобритания, Бельгия)         |
| Лучший неанглоязычный фильм       | • «Урок танго» (режиссёр — Салли Поттер; страна — Германия, Франция, Великобритания, Нидерланды, Аргентина) |
| Лучшая режиссёрская работа        | • Баз Лурман — «Ромео + Джульетта»                                                                          |
| Лучшая режиссёрская работа        | • Джеймс Кэмерон — «Титаник»                                                                                |
| Лучшая режиссёрская работа        | • Питер Каттанео — «Мужской стриптиз»                                                                       |
| Лучшая режиссёрская работа        | • Кёртис Хэнсон — «Секреты Лос-Анджелеса»                                                                   |
| Лучшая мужская роль               | • Роберт Карлайл — «Мужской стриптиз»                                                                       |
| Лучшая мужская роль               | • Билли Конолли — «Миссис Браун»                                                                            |
| Лучшая мужская роль               | • Рэй Уинстон — «Не глотать»                                                                                |
| Лучшая мужская роль               | • Кевин Спейси — «Секреты Лос-Анджелеса»                                                                    |
| Лучшая женская роль               | • Джуди Денч — «Миссис Браун»                                                                               |
| Лучшая женская роль               | • Кэти Бёрк — «Не глотать»                                                                                  |
| Лучшая женская роль               | • Хелена Бонэм Картер — «Крылья голубки»                                                                    |
| Лучшая женская роль               | • Ким Бейсингер — «Секреты Лос-Анджелеса»                                                                   |
| Лучшая мужская роль второго плана | • Том Уилкинсон — «Мужской стриптиз»                                                                        |
| Лучшая мужская роль второго плана | • Руперт Эверетт — «Свадьба лучшего друга»                                                                  |
| Лучшая мужская роль второго плана | • Бёрт Рейнолдс — «Ночи в стиле буги»                                                                       |
| Лучшая мужская роль второго плана | • Марк Эдди — «Мужской стриптиз»                                                                            |
| Лучшая женская роль второго плана | • Сигурни Уивер — «Ледяной ветер»                                                                           |
| Лучшая женская роль второго плана | • Дженнифер Или — «Уайльд»                                                                                  |
| Лучшая женская роль второго плана | • Зои Уонамейкер — «Уайльд»                                                                                 |
| Лучшая женская роль второго плана | • Лесли Шарп — «Мужской стриптиз»                                                                           |
| Лучший адаптированный сценарий    | • «Ромео + Джульетта» — Крэйг Пирс, Баз Лурман                                                              |
| Лучший адаптированный сценарий    | • «Ледяной ветер» — Джеймс Шеймус                                                                           |
| Лучший адаптированный сценарий    | • «Крылья голубки» — Хуссейн Амини                                                                          |
| Лучший адаптированный сценарий    | • «Секреты Лос-Анджелеса» — Брайан Хелгеленд, Кёртис Хэнсон                                                 |
| Лучший оригинальный сценарий      | • «Не глотать» — Гэри Олдмен                                                                                |
| Лучший оригинальный сценарий      | • «Миссис Браун» — Джереми Брок                                                                             |
| Лучший оригинальный сценарий      | • «Ночи в стиле буги» — Пол Томас Андерсон                                                                  |
| Лучший оригинальный сценарий      | • «Мужской стриптиз» — Саймон Бофой                                                                         |

### Другие категории
| Категории                                                          | Победитель и номинанты                                                                    |
| ------------------------------------------------------------------ | ----------------------------------------------------------------------------------------- |
| Лучшая музыка к фильму                                             | • «Ромео + Джульетта» — Мариус Де Фриз, Крэйг Армстронг, Нелли Хупер                      |
| Лучшая музыка к фильму                                             | • «Титаник» — Джеймс Хорнер                                                               |
| Лучшая музыка к фильму                                             | • «Мужской стриптиз» — Энн Дадли                                                          |
| Лучшая музыка к фильму                                             | • «Секреты Лос-Анджелеса» — Джерри Голдсмит                                               |
| Лучшая операторская работа                                         | • «Крылья голубки» — Эдуарду Серра                                                        |
| Лучшая операторская работа                                         | • «Титаник» — Расселл Карпентер                                                           |
| Лучшая операторская работа                                         | • «Ромео + Джульетта» — Доналд Макальпин                                                  |
| Лучшая операторская работа                                         | • «Секреты Лос-Анджелеса» — Данте Спинотти                                                |
| Лучшие визуальные эффекты                                          | • «Пятый элемент» — Ник Дадмен, Марк Стетсон, Ник Аллдер, Нил Корбоулд, Карен Э. Гоулекас |
| Лучшие визуальные эффекты                                          | • «Воришки» — Питер Чианг                                                                 |
| Лучшие визуальные эффекты                                          | • «Люди в чёрном» — Эрик Бревиг, Рик Бэйкер, Роб Коулман, Питер Чесни                     |
| Лучшие визуальные эффекты                                          | • «Титаник» — Роберт Легато, Томас Л. Фишер, Марк Ласофф, Майкл Кэнфер                    |
| Лучший грим                                                        | • «Крылья голубки» — Салли Джей, Джэн Арчибальд                                           |
| Лучший грим                                                        | • «Миссис Браун» — Лиза Уэсткотт                                                          |
| Лучший грим                                                        | • «Титаник» — Тина Эрншоу, Саймон Томпсон, Кей Джорджиу                                   |
| Лучший грим                                                        | • «Секреты Лос-Анджелеса» — Джон Эллиотт-мл., Дженис Кларк, Скотт Эддо                    |
| Лучший дизайн костюмов                                             | • «Миссис Браун» — Дирдра Клэнси                                                          |
| Лучший дизайн костюмов                                             | • «Титаник» — Дебора Линн Скотт                                                           |
| Лучший дизайн костюмов                                             | • «Крылья голубки» — Сэнди Пауэлл                                                         |
| Лучший дизайн костюмов                                             | • «Секреты Лос-Анджелеса» — Рут Майерс                                                    |
| Лучшая работа художника-постановщика                               | • «Ромео + Джульетта» — Кэтрин Мартин                                                     |
| Лучшая работа художника-постановщика                               | • «Миссис Браун» — Мартин Чайлдс                                                          |
| Лучшая работа художника-постановщика                               | • «Титаник» — Питер Ламонт                                                                |
| Лучшая работа художника-постановщика                               | • «Секреты Лос-Анджелеса» — Джаннин Оппуолл                                               |
| Лучший монтаж                                                      | • «Секреты Лос-Анджелеса» — Питер Хонесс                                                  |
| Лучший монтаж                                                      | • «Ромео + Джульетта» — Джилл Билкок                                                      |
| Лучший монтаж                                                      | • «Мужской стриптиз» — Дэвид Фримен, Ник Мур                                              |
| Лучший монтаж                                                      | • «Титаник» — Конрад Бафф IV, Ричард Э. Харрис, Джеймс Кэмерон                            |
| Лучший звук                                                        | • «Секреты Лос-Анджелеса» — Терри Родман, Энди Нельсон и другие…                          |
| Лучший звук                                                        | • «Титаник» — Гэри Райдстром, Гэри Саммерс и другие…                                      |
| Лучший звук                                                        | • «Ромео + Джульетта» — Роб Янг, Роджер Сэвидж и другие…                                  |
| Лучший звук                                                        | • «Мужской стриптиз» — Эдриан Роудс, Иэн Уилсон и другие…                                 |
| Лучший анимационный короткометражный фильм                         | • Stage Fright — Хелен Набарро, Майкл Роуз, Стив Бокс                                     |
| Лучший анимационный короткометражный фильм                         | • T.R.A.N.S.I.T. — Иэн Харви, Пит Крун                                                    |
| Лучший анимационный короткометражный фильм                         | • El Caminante — Джереми Муршед, Дебра Смит                                               |
| Лучший анимационный короткометражный фильм                         | • Flatworld — Найджел Пэй, Дэниэл Гривс, Патрик Вил                                       |
| Лучший короткометражный фильм                                      | • The Deadness of Dad — Мэнди Спраг, Филиппа Казнс, Стивен Волк                           |
| Лучший короткометражный фильм                                      | • Gasman — Гэвин Эмерсон, Линн Рамсэй                                                     |
| Лучший короткометражный фильм                                      | • Little Sisters — Ник Мьюрисон, Энди Годдард                                             |
| Лучший короткометражный фильм                                      | • Crocodile Snap — Джеймс Гревилл, Джо Райт                                               |
| Michael Balcon Award за вклад в развитие британского кинематографа | • Майк Робертс — кинооператор                                                             |
| BAFTA Academy Fellowship Award                                     | • Шон Коннери — актёр                                                                     |
| BAFTA Academy Fellowship Award                                     | • Билл Коттон — продюсер                                                                  |